# HC Empor Rostock
Der Handballclub Empor Rostock ist ein Handball-Verein aus Rostock.
Als SC Empor Rostock war der Club einer der erfolgreichsten Handballvereine der DDR: der Verein erspielte insgesamt sieben Meistertitel und sieben Pokalsiege. Weitere vier Meisterschaften, drei in der Halle und eine auf dem Großfeld, gewann zuvor die BSG Motor Rostock, von der die Sektion Handball später zum SC Empor delegiert wurde.

## Geschichte

### Die Anfänge des Handballs in Rostock

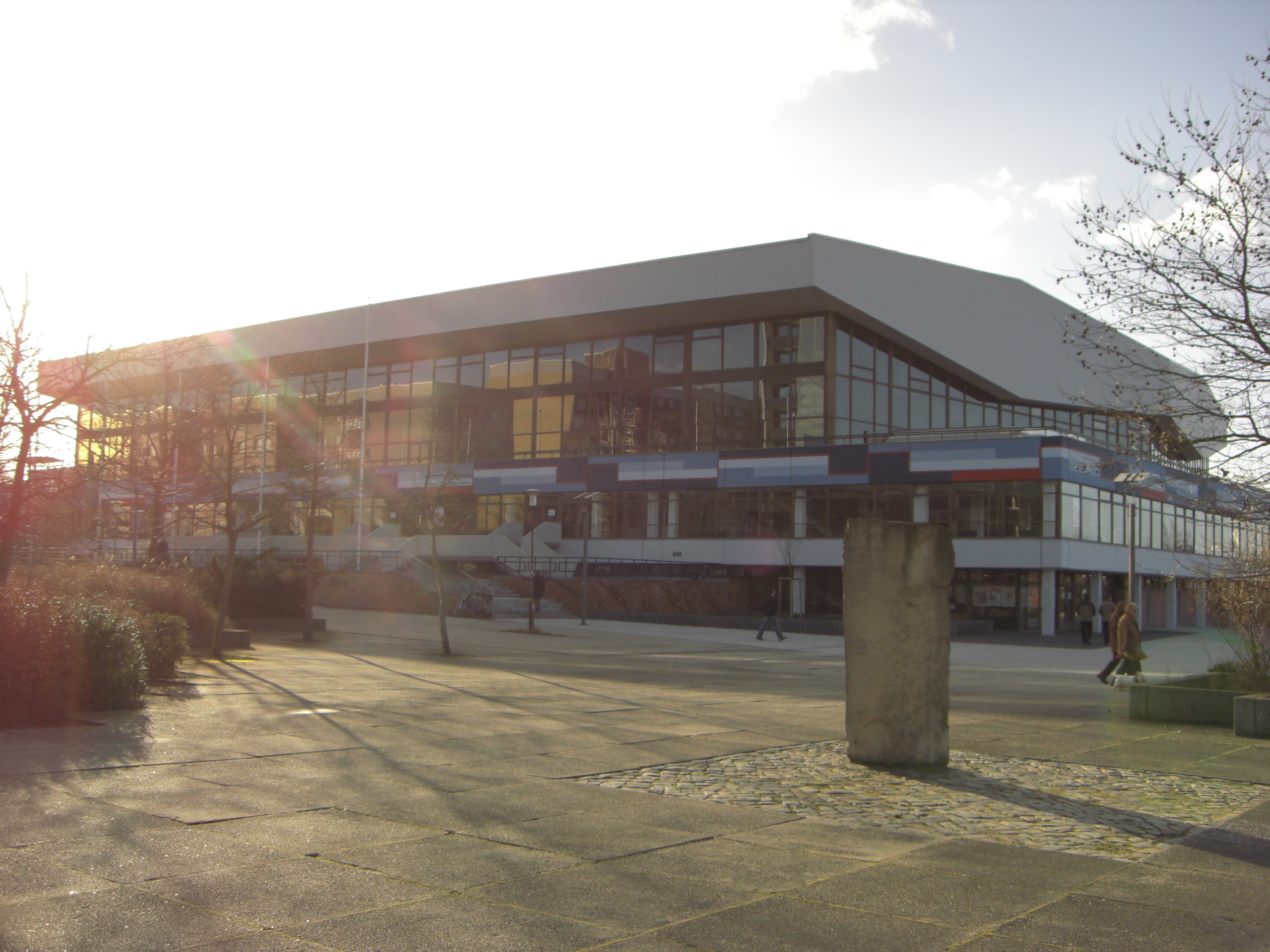
Die Spielstätte des HC Empor Rostock: Die Stadthalle

Ein Jahr nach dem Ende des Zweiten Weltkriegs entwickelte sich die erste Rostocker Handballmannschaft, die auch auf nationaler Ebene mit anderen mithalten konnte. Paul-Friedrich Reder (genannt Fiete Reder), der bereits vor dem Krieg in Rostock Handball spielte, formte ein Team aus seinen ehemaligen Mannschaftskameraden und Freunden. Die Mannschaft nannte sich Rostock-West und dominierte in den folgenden Jahren den Handballsport in Mecklenburg-Vorpommern. Die Spieler gewannen auf Anhieb den Landesmeistertitel auf dem Großfeld.
In den Saisons 1947 und 1948 waren sie auf Landesebene ungeschlagen und gewannen die Landesmeistertitel mit großem Vorsprung, vor den Verfolgern.
Der Gewinn des Landesmeistertitels 1948 auf dem Feld berechtigte zur Teilnahme an der Ostzonenmeisterschaft, der Meisterschaft der sowjetisch besetzten Zone Deutschlands, die in die DDR-Meisterschaft und später DDR-Oberliga aufging.
Diese Meisterschaft wurde als Wettbewerb im K.-o.-System mit zehn Mannschaften, den Landesmeistern, ausgetragen. Rostock-West erreichte das Finale, verlor jedoch gegen die Mannschaft der ZSG Schuhmetro Weißenfels mit 7:12 in Leipzig vor 40.000 Zuschauern.
Im selben Jahr errangen auch die Jugendmannschaften die ersten Erfolge. Die Jugendmannschaft, trainiert von Paul-Friedrich Reder, der gleichzeitig auch bei den Männern spielte, wurde Jugendmeister im Feldhandball.
1949 trat die Mannschaft von Rostock-West vollständig zur BSG Motor Neptun, die später in Anker Rostock (1950) und BSG Motor Rostock umbenannt wurde, über.
Zugleich wurden im selben Jahr erstmals Meisterschaften im Hallenhandball ausgetragen. Die BSG Motor gewann auf Landesebene sowohl den Hallentitel als auch den Titel auf dem Großfeld. In den folgenden nationalen Turnieren wurde der Vizemeistertitel im Feldhandball, ausgespielt als Liga mit einfacher Runde, d. h. jede Mannschaft spielt einmal gegen jede andere, und der dritte Platz in der Halle errungen.
Ein Jahr darauf wurde die Mannschaft ebenfalls Zweite auf dem Feld und gewann durch ein 9:4 im Spiel um Platz 3 gegen Magdeburg die Bronzemedaille in der Halle. 1951 wurde erneut die Bronzemedaille in der Halle geholt. Eine Finalteilnahme wurde nur durch ein Losentscheid im Halbfinale gegen den SV Deutsche Volkspolizei Halle, bei dem es nach regulärer Spielzeit und Verlängerung 6:6 gestanden hatte, verhindert.

### Die ersten nationalen Titel
Nach einer sehr schwachen Saison im Jahr 1952, gewann die Rostocker Handballmannschaft ihren ersten Meistertitel. Nach dem zweiten Platz in der DDR-Feldhandball-Oberliga, wurde das Finale der DDR-Hallenhandball-Meisterschaft in der Berliner Werner-Seelenbinder-Halle durch ein 5:2 gegen Volkspolizei Halle gewonnen. Zu dieser Zeit waren viele Spieler der BSG Motor Rostock auch in der DDR-Nationalmannschaft aktiv und so kam es, dass Motor in den folgenden Jahren zur dominierenden Mannschaft auf nationaler Ebene wurde.
1954 wurde dann der zweite nationale Titel in der Halle gefeiert. Nachdem in der Vorrunde Gruppe A die Spiele gegen Dynamo Halle und BSG Fortschritt Forst gewonnen worden waren, gewannen die Rostocker auch das Finalspiel in Berlin gegen Lokomotive Gera mit 13:4.
Die Saison 1955 war die bis dahin erfolgreichste Saison im Rostocker Handball. Es war das erste und einzige Mal, dass die Handballer das Double aus Feld- und Hallentitel holten.
Im Finale der Hallen-Meisterschaft standen sich Motor Rostock und Dynamo Halle gegenüber. Nach einem lange Zeit knappen Spiel gewannen die Küstenhandballer mit 14:11.
Revanchieren für diese Niederlage wollte sich Dynamo Halle im Finale um die Großfeldhandballmeisterschaft. Dieses Finale wurde in Karl-Marx-Stadt vor 25.000 Zuschauern, im Heimstadion der BSG Motor, der Motor-Sportplatz Rostock, trugen die Rostocker ihre Heimspiele vor 8.000 bis 10.000 Zuschauern aus, zwischen den beiden Staffelsiegern der Oberliga ausgetragen. Die Revanche gelang Dynamo Halle jedoch nicht, sie verloren auch dieses Finale, diesmal mit 12:18.
Im selben Jahr wurde auch der SC Empor Rostock gegründet.

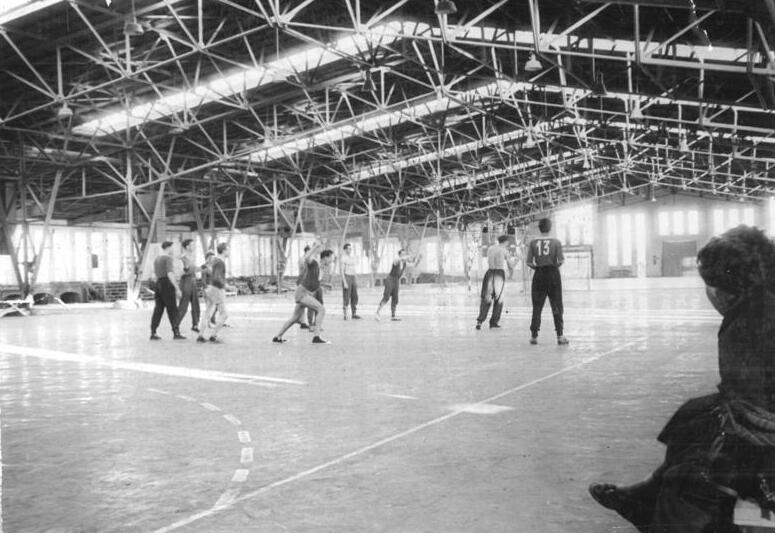
Training des SC Empor Rostock in der neuen Marienehener Sporthalle, 1958

Der vierte Hallentitel in Folge wurde im Jahr 1956 durch einen 25:17-Finalsieg gegen Motor Eisenach erspielt.
Am 1. April 1956 wurden die Mannschaften der BSG Motor in den SC Empor eingegliedert, um bessere Trainingsmöglichkeiten zu erhalten, leistungsorientierter zu arbeiten und den Handballsport in der Hansestadt durch Spitzenmannschaften voranzubringen.
Außerdem erhielt die Mannschaft durch den Übertritt eine komplett neue Halle. Die ehemalige Halle des Fischkombinats Rostock in Marienehe, heute Fiete-Reder-Halle, wurde für 150.000 DM zu einer Sporthalle mit Trainingsräumen und Trainingshalle umgebaut, die national und international auf dem neusten Stand war. Vorher wurden die Heimspiele in der Güstrower Sporthalle oder in einer kleineren Rostocker Sporthalle ausgetragen.
Der vorerst letzte nationale Titel bei den Herren wurde in der Saison 1956/57 erspielt. In der Staffel der Hallenhandballmeisterschaft belegte man punktgleich mit ZSK Vorwärts Berlin den zweiten Platz. Aufgrund der Punktgleichheit musste ein Entscheidungsspiel angesetzt werden um den Finalteilnehmer um die DDR Handballmeisterschaft festzulegen. Das Entscheidungsspiel wurde von Empor mit 16:15 knapp gewonnen. Der Finalgegner hieß BSG Motor Eisenach, der Sieger der zweiten Staffel. Trotz eines 5:9 Rückstands zur Pause wurde das Spiel mit 17:15 gewonnen und damit der fünfte Hallentitel hintereinander perfekt gemacht.
1958 erreichte die Mannschaft das Finale auf dem Großfeld. Auch dieses Spiel wurde gegen die BSG Motor Eisenach bestritten. Jedoch revanchierten sich die Eisenacher erfolgreich für die 1957 in der Halle erlittene Niederlage. Sie gewannen das Spiel mit 18:15.
In den kommenden Jahren wurde es ein wenig ruhig um den Rostocker Männerhandball. Weder die Finals im Feld- noch im Hallenhandball wurden erreicht. Erst 1967 wurde wieder eine Medaille geholt. In der eingleisigen DDR-Feldhandballoberliga erreichte man hinter dem SC Magdeburg und dem SC DHfK Leipzig den dritten Platz. Es war das letzte Mal, dass eine Meisterschaft auf dem Feld ausgetragen wurde.

### Weitere Titel und internationale Erfolge
1965 wurde die eingleisige DDR-Oberliga im Hallenhandball eingeführt. Empor konnte auch hier in den ersten Jahren nicht über den dritten Platz hinauskommen.
Die Frauenmannschaft des SC Empor gewann 1966 und 1967 die Hallenmeisterschaft und 1964, 1965 und 1966 die nationalen Titel auf dem Feld und glichen damit die „Flaute“ der Männer aus. Die Frauen konnten, im Gegensatz zu den Männern, zwar nie einen internationalen Erfolg erringen, nahmen aber 1968 am Endspiel des Europapokal der Landesmeister teil.
Erst 1968 wurde bei den Männern wieder ein Titel geholt. Mit 3 Punkten Vorsprung vor SC Dynamo Berlin gewannen sie die DDR-Meisterschaft. Der 7. Titel in der Halle folgte in der Saison 1972/73. Mit einem Vorsprung von 6 Punkten vor Berlin gewann Empor überlegen den Titel.
Seit Einführung der internationalen Wettbewerbe der EHF waren sowohl die Herren-, als auch die Damenmannschaften von Empor überaus erfolgreiche Vertreter des Deutschen-Handball-Verbandes (DHV). Nach einer Finalniederlage der Herren im Europapokal der Landesmeister 1978 folgte 1982 der erste internationale Erfolg im Europapokalsieger der Pokalsieger. Zudem wurde die EHF-Vereins-EM in der Rostocker Stadthalle ausgetragen. Vor 4.000 Zuschauern sicherte sich der SC Empor den Sieg gegen den Europapokalsieger der Landesmeister. 1983 folgte dann eine erneute Finalteilnahme im Europapokalsieger der Pokalsieger, allerdings verlor man gegen SKA Minsk.

### Entwicklung seit 1990
Von 1991 bis 1993 war der Verein Mitglied der Handball-Bundesliga. In der 2. Handball-Bundesliga konnte Empor dann für einige Jahre einstellige Tabellenplatzierungen erzielen. Ab der Saison 1997/99 belegte Empor dann am Ende der Saison jeweils zweistellige Tabellenplätze. Am 25. Februar 1999 hat sich die Handball-Abteilung aus wirtschaftlichen Gründen aus dem Hauptverein SC Empor Rostock herausgelöst und trägt seitdem den Namen Handball-Club Empor Rostock. Im Jahr 2002 wurde dann auch die erfolgreiche Damenmannschaft, inklusive aller Juniorinnenteams, aus finanziellen Gründen aus dem HC Empor ausgegliedert. Sie wechselten geschlossen zum PSV Rostock. 2003 stiegen die Herren aus der 2. Handball-Bundesliga in die Regionalliga ab. 2005 stiegen sie wieder auf und erreichten einen einstelligen Tabellenplatz in der 2. Bundesliga.
Die Spielbetriebsgesellschaft des HC Empor Rostock hatte im Frühling 2008 Schulden und Verbindlichkeiten in Höhe von 375.000 Euro. Dem Verein wurde aufgrund der hohen Schulden in erster Instanz die Bundesligalizenz verweigert. Ein vorzeitiger eigenständiger Rückzug der Lizenzunterlagen durch die Vereinsführung, wie er in Betracht gezogen wurde, war nicht mehr möglich. Die DHL-Statuten lassen einen solchen Rückzug, der eine Spielberechtigung für die Regionalliga zur Folge hätte, nicht zu. Durch die Lizenzverweigerung sollte der HC Empor die nächste Saison in der Landesoberliga Mecklenburg-Vorpommern spielen. Jedoch legte der Verein Einspruch gegen die Lizenzverweigerung ein, da nach Angaben des Vereins eine Möglichkeit gefunden wurde, die Schulden zu tilgen. Dem Einspruch wurde am 3. Juni stattgegeben und dem Verein wurden Auflagen erteilt, so z. B. die ausstehenden Spielergehälter zu zahlen und die Schulden zu tilgen. Nach Erfüllung dieser Auflagen erhielt der HC Empor doch die Spielgenehmigung für die 2. Bundesliga.
Nach zwölf Saisons in der zunächst zweigleisigen, ab 2011 dann eingleisigen 2. Handball-Bundesliga beendete Empor die Saison 2016/17 mit deutlichem Rückstand zu den Nichtabstiegsplätzen als Tabellenletzter.
Seit Ende 2018 ging es sportlich und wirtschaftlich wieder bergauf. In der Saison 2019/2020 konnte in der 3. Liga die Norddeutsche Meisterschaft gefeiert werden. In der Relegation scheiterte der HC Empor äußerst knapp an Krefeld und Konstanz. Die Saison 2019/20 wurde coronabedingt abgebrochen; aussichtsreich und punktgleich mit dem Dessau-Roßlauer HV liegend, wurde dem HC Empor per Quotientenregelung der Aufstieg in die 2. Handball-Bundesliga verwehrt. Nach der vorzeitigen Beendigung des regulären Spielbetriebs in der Spielzeit 2020/2021 der 3. Liga aufgrund der COVID-19-Pandemie in Deutschland nutzte der Verein die Möglichkeit, sich für die außerordentliche Aufstiegsrunde zur 2. Handball-Bundesliga anzumelden. Am Ende der Runde stand der Verein als einer von zwei Aufsteigern fest und spielt seit der Spielzeit 2021/2022 in der 2. Bundesliga. Nach nur einem Sieg in sieben Spieltagen in der Spielzeit 2022/2023 wurde Trainer Till Wiechert im Oktober 2022 freigestellt.
Im Jahr 2020 hat der Verein etwa 540 Mitglieder, wovon sich rund 200 als aktive Spieler in den Jugend-, Amateur- und Profimannschaften betätigen.

## Größte Erfolge

### Herren
Der SC Empor war je einmal Vereins-Europameister und Europapokalsieger der Pokalsieger. Außerdem war der SC Empor Rekordpokalsieger und nach dem SC Magdeburg zweithäufigster Meister der DDR. Empor war der einzige Verein, der in allen Spielzeiten (ab Gründung 1955) in der DDR-Oberliga spielte und einer von fünf Vereinen, der immer in der eingleisigen Oberliga (seit 1964) vertreten war. In der ewigen Tabelle der eingleisigen DDR-Oberliga belegt Empor Rostock den zweiten Platz hinter dem SC Magdeburg.
- Meister
 DDR-Meisterschaft
  - Hallenhandball: 1953, 1954, 1955, 1956, 1957, 1968, 1973, 1978, 1986, 1987
  - Feldhandball: 1955
- Vizemeister
 Vizemeister der DDR
  - Hallenhandball: 1970, 1980, 1981, 1982, 1990
  - Feldhandball: 1958
- FDGB-Pokalsieger
 FDGB-Pokalsieger – Rekordsieger
 1980, 1981, 1985, 1986,  1987, 1988, 1989
2. Platz 1979, 1982, 1984
- Turniermeisterschaftssieger
 1973
- Europapokalsieger der Pokalsieger
 1982
 Finalist 1981
- IHF-Goldpokal (Vereins-Europameister)
 1982
- Europapokal der Landesmeister
 Finalist 1979
- Handball-Bundesliga
 1991–1993

### Damen
- DDR-Meister
 sechsfacher Handballmeister der DDR
  - Hallenhandball: 1966, 1967, 1989
  - Feldhandball: 1964, 1965, 1966
- FDGB-Pokalsieger
 zweifacher FDGB-Pokalsieger
 1988, 1989

## Weitere Daten und Fakten

### Ligazugehörigkeit

#### Saisonbilanzen seit 1991/92
| Saison  | Spielklasse          | Platz | Sp. | S  | U | N  | Tore      | Diff. | Punkte | Anmerkung |
| ------- | -------------------- | ----- | --- | -- | - | -- | --------- | ----- | ------ | --- |
| 1991/92 | 1. Bundesliga Nord   | 10    | 26  | 11 | 0 | 15 | 0474:0543 | −69   | 22:30  | |
| 1992/93 | 1. Bundesliga        | 17    | 34  | 11 | 2 | 21 | 0657:0738 | −81   | 24:44  | |
| 1993/94 | 2. Bundesliga Nord   | 6     | 34  | 16 | 4 | 14 | 0762:0714 | 48    | 36:32  | |
| 1994/95 | 2. Bundesliga Nord   | 04    | 34  | 22 | 2 | 10 | 0782:0731 | 51    | 46:22  | |
| 1995/96 | 2. Bundesliga Nord   | 4     | 34  | 21 | 4 | 09 | 0778:0705 | 73    | 46:22  | |
| 1996/97 | 2. Bundesliga Nord   | 03    | 34  | 26 | 3 | 05 | 0829:0704 | 125   | 55:13  | |
| 1997/98 | 2. Bundesliga Nord   | 03    | 34  | 21 | 2 | 11 | 0895:0795 | 100   | 44:24  | |
| 1998/99 | 2. Bundesliga Nord   | 14    | 33  | 12 | 1 | 21 | 0745:0818 | −73   | 25:43  | |
| 1999/00 | 2. Bundesliga Nord   | 11    | 32  | 12 | 3 | 17 | 0798:0802 | −4    | 27:37  | |
| 2000/01 | 2. Bundesliga Nord   | 16    | 32  | 08 | 6 | 18 | 0761:0815 | −54   | 22:42  | |
| 2001/02 | 2. Bundesliga Nord   | 15    | 38  | 12 | 4 | 20 | 0819:0884 | −65   | 28:44  | |
| 2002/03 | 2. Bundesliga Nord   | 16    | 34  | 09 | 1 | 24 | 0887:0992 | −105  | 19:49  | |
| 2003/04 | Regionalliga Nordost | 02    | 20  | 26 | 1 | 03 | 1006:0685 | 321   | 53:07  | |
| 2004/05 | Regionalliga Nordost | 1     | 30  | 29 | 0 | 01 | 1042:0715 | 337   | 58:02  | |
| 2005/06 | 2. Bundesliga Nord   | 08    | 38  | 19 | 3 | 16 | 1067:1068 | −1    | 41:35  | |
| 2006/07 | 2. Bundesliga Nord   | 13    | 34  | 12 | 7 | 15 | 0872:0899 | −27   | 31:37  | |
| 2007/08 | 2. Bundesliga Nord   | 15    | 34  | 11 | 3 | 20 | 0946:0977 | −31   | 25:43  | |
| 2008/09 | 2. Bundesliga Nord   | 14    | 34  | 10 | 1 | 23 | 0969:1086 | −117  | 21:47  | |
| 2009/10 | 2. Bundesliga Nord   | 05    | 32  | 18 | 1 | 13 | 0970:0935 | 35    | 37:27  | |
| 2010/11 | 2. Bundesliga Nord   | 09    | 32  | 16 | 3 | 13 | 0921:0918 | 3     | 35:29  | |
| 2011/12 | 2. Bundesliga        | 16    | 38  | 13 | 3 | 22 | 1071:1156 | −85   | 29:47  | |
| 2012/13 | 2. Bundesliga        | 06    | 36  | 18 | 3 | 15 | 1054:1032 | +22   | 39:33  | |
| 2013/14 | 2. Bundesliga        | 15    | 36  | 12 | 5 | 19 | 0997:1075 | −78   | 29:43  | |
| 2014/15 | 2. Bundesliga        | 12    | 38  | 16 | 4 | 18 | 1038:1084 | −46   | 36:40  | |
| 2015/16 | 2. Bundesliga        | 16    | 40  | 13 | 4 | 23 | 1011:1068 | −57   | 30:50  | |
| 2016/17 | 2. Bundesliga        | 20    | 38  | 4  | 2 | 32 | 0958:1122 | −164  | 10:66  | |
| 2017/18 | 3. Liga Nord         | 12    | 28  | 9  | 2 | 17 | 0704:0735 | −31   | 20:36  | |
| 2018/19 | 3. Liga Nord         | 1     | 30  | 24 | 2 | 4  | 0822:0707 | +115  | 50:10  | Teilnahme an Aufstiegsrelegation |
| 2019/20 | 3. Liga Nord-Ost     | 2     | 25  | 20 | 3 | 02 | 0756:0612 | +144  | 43:07  | Saisonabbruch wegen der COVID-19-Pandemie                                                                                            |
| 2020/21 | 3. Liga Nord-Ost     | 1     | 5   | 5  | 0 | 0  | 0162:0116 | +46   | 10:0   | nach Saisonabbruch wegen der COVID-19-Pandemie wurden alle Spiele annulliert Teilnahme an außerordentlicher Aufstiegsrunde, Aufstieg |
| 2021/22 | 2. Bundesliga        | 15    | 38  | 14 | 4 | 20 | 1039:1110 | −71   | 32:44  | |
| 2022/23 | 2. Bundesliga        | 18    | 36  | 6  | 2 | 28 | 942:1091  | −149  | 14:58  | |
| 2023/24 | 3. Liga Nord-Ost     | 2     | 30  | 24 | 2 | 04 | 0908:0773 | +135  | 50:10  | |
| 2024/25 | 3. Liga Nord-Ost     | 3     | 30  | 23 | 1 | 06 | 1005:0855 | +150  | 47:13  | |

|  | Aufstieg |
|  | Abstieg  |

### Europapokalauftritte
Der HC Empor Rostock bestritt insgesamt 57 Spiele in europäischen Pokalen. Es gab 33 Siege, bei 21 Niederlagen und 2 Unentschieden. das Torverhältnis beträgt 1230:1091.
- 1973/74 Europapokal der Landesmeister: Aus im Achtelfinale gegen ZSKA Moskau
- 1978/79 Europapokal der Landesmeister: Finalniederlage gegen TV Großwallstadt
- 1980/81 Europapokal der Pokalsieger: Finalniederlage gegen TuS Nettelstedt
- 1981/82 Europapokal der Pokalsieger: Finalsieg gegen Dukla Prag
- 1982 Vereinseuropameisterschaft: Finalsieg gegen Honvéd Budapest
- 1982/83 IHF-Pokal: Aus im Viertelfinale gegen die Reinickendorfer Füchse
- 1985/86 Europapokal der Pokalsieger: Aus im Achtelfinale gegen Drott Halmstad
- 1986/87 Europapokal der Landesmeister: Aus im Viertelfinale gegen Metaloplastika Šabac
- 1987/88 Europapokal der Landesmeister: Aus im Achtelfinale gegen TUSEM Essen
- 1988/89 Europapokal der Pokalsieger: Aus im Viertelfinale gegen Dinamo Bukarest
- 1989/90 Europapokal der Pokalsieger: Aus im Achtelfinale gegen Teka Santander
- 1990/91 IHF-Pokal: Aus im Viertelfinale gegen Borac Banja Luka

### Deutsche Nationalspieler bei Empor

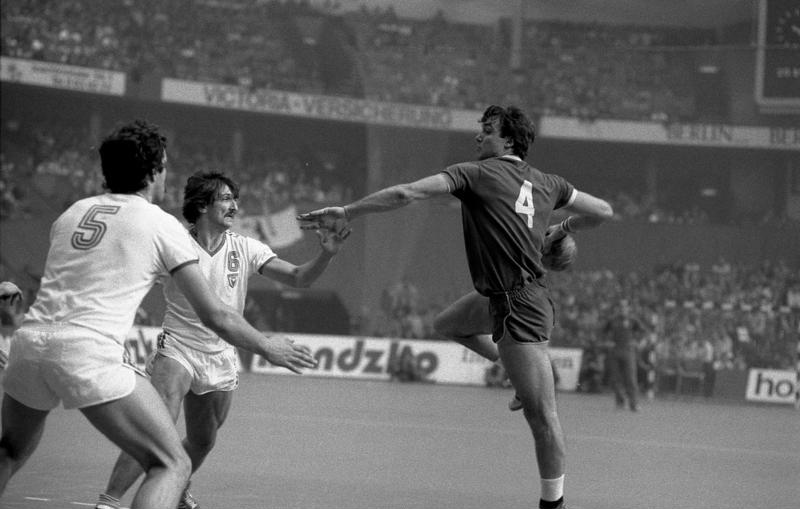
Frank-Michael Wahl beim Auswärtsspiel im IHF-Cup des SC Empor in Berlin am 15. Januar 1983

Aufgeführt werden alle deutschen Nationalspieler (überwiegend DHV-Spiele), die im Verlauf ihrer Karriere bei Empor Rostock spielten.
| Spieler              | Länderspiele | Tore | Davon für eine gesamtdeutsche Mannschaft | Tore |
| -------------------- | ------------ | ---- | ---------------------------------------- | ---- |
| Hans Beier           | 41           | 0    | 6                                        |      |
| Wolfgang Böhme       | 192          | 538  | 0                                        |      |
| Georg Bolitschew     | 9            | 5    | 0                                        |      |
| Rüdiger Borchardt    | 154          | 692  | 15                                       | 25   |
| Hermann Dowe         | 1            | 0    | 0                                        |      |
| Udo Dreyer           | 21           | 25   | 0                                        |      |
| Christian Feldbinder | 5            | 8    | 5                                        | 8    |
| Heinz Flach          | 1            | 0    | 0                                        |      |
| Heiko Ganschow       | 4            | 5    | 0                                        |      |
| Reiner Ganschow      | 206          | 754  | 0                                        |      |
| Gerhard Gernhöfer    | 93           | 117  | 0                                        |      |
| Matthias Hahn        | 104          | 241  | 49                                       | 116  |
| Hans-Georg Jaunich   | 16           | 16   | 0                                        |      |
| Gert Kösterke        | 12           | 8    | 0                                        |      |
| Gert Langhoff        | 20           | 28   | 0                                        |      |
| Holger Langhoff      | 55           | 35   | 0                                        |      |
| Klaus Langhoff       | 144          | 171  | 0                                        |      |
| Christian Langner    | 13           | 17   | 0                                        |      |
| Klaus-Dieter Matz    | 75           | 212  | 5                                        | 19   |
| Günter Mundt         | 20           | 46   | 3                                        | 4    |
| Wolfgang Niescher    | 47           | 70   | 0                                        |      |
| Klaus Prüsse         | 30           | 0    | 0                                        |      |
| Paul-Friedrich Reder | 1            | 0    | 0                                        |      |
| Jürgen Rohde         | 28           | 1    | 0                                        |      |
| Holger Schneider     | 93           | 197  | 43                                       | 98   |
| Frank Seydel         | 3            | 3    | 0                                        |      |
| Tilo Strauch         | 16           | 23   | 0                                        |      |
| Hartmut Stubbe       | 19           | 42   | 0                                        |      |
| Frank-Michael Wahl   | 344          | 1412 | 30                                       | 74   |
| Michael Wegner       | 11           | 12   | 0                                        |      |
| Helmut Wilk          | 35           | 30   | 0                                        |      |
| Mario Wille          | 4            | 3    | 0                                        |      |

### Erste Mannschaft Saison 2024/25
| Nr. | Name               | Nationalität | Position | Geburtsjahr |
| --- | ------------------ | ------------ | -------- | ----------- |
| 1   | Robert Wetzel      | Deutschland  | TW       | 1990        |
| 12  | Leon Mehler        | Deutschland  | TW       | 1999        |
| 16  | Victor Malchow     | Deutschland  | TW       | 2003        |
| 22  | Fiete Hoffmann     | Deutschland  | TW       | 2005        |
| 2   | Matheus Costa Dias | Brasilien    | RA       | 1992        |
| 4   | André Meuser       | Deutschland  | RR       | 1997        |
| 6   | Juri Richter       | Deutschland  | KM       | 2004        |
| 9   | David Mamporia     | Estland      | RM       | 2001        |
| 14  | Dennis Mehler      | Deutschland  | KM       | 2000        |
| 17  | Julius Siegler     | Deutschland  | RM       | 2003        |
| 26  | Alexander Schütze  | Deutschland  | RR       | 2004        |
| 27  | Tim Uhl            | Deutschland  | LA       | 2007        |
| 36  | Ricardo Magalhães  | Portugal     | RL       | 1999        |
| 43  | Kay Funke          | Deutschland  | LA       | 2005        |
| 44  | Julian Pratschner  | Osterreich   | RM       | 1996        |
| 58  | Elias Gansau       | Deutschland  | RL       | 2000        |
| 60  | Marc Pechstein     | Deutschland  | RL       | 1992        |
| 77  | Michl Reichardt    | Deutschland  | KM       | 2004        |
| 87  | Richard Lößner     | Deutschland  | RA       | 1998        |